# Pedro Henrique Saraiva Leão
Pedro Henrique Saraiva Leão (Fortaleza, 25 de maio de 1938 — Fortaleza, 21 de janeiro de 2022) foi um médico e escritor brasileiro. Era membro da Academia Cearense de Letras, da Academia Cearense de Medicina e da Sociedade Brasileira de Médicos Escritores.

## Biografia
Médico, professor universitário, poeta e ensaísta, Pedro Henrique Saraiva Leão teve uma trajetória marcada pela dedicação às várias atividades a que se dedicava. Casado com Maria das Graças Accioly Leão e pai de três filhos (Ana Luiza, Paulo e Ignez Carolina), era um profissional destacado em sua área e um escritor respeitado pela crítica.
Como médico, Pedro Henrique Saraiva Leão criou em 1979 o primeiro clube de ostomizados no Brasil, quando trouxe a ideia e o formato de Londres, onde cumpriu estágio, e o implementou no Ceará; em seu período como presidente da Sociedade Brasileira de Colo-Proctologia (1981-1982), criou a Sociedade Regional Norte-Nordeste de Colo-Proctologia; teve um período como mestre do Capítulo Cearense do Colégio Brasileiro de Cirurgiões; e sua participação como fundador do Colégio Brasileiro de Cirurgia Digestiva, sediado em São Paulo.

## Obras
- 12 poemas em inglês. Fortaleza: Imprensa Universitária, 1960;
- Ilha de Canção. Fortaleza: Edições UFC, 1983;
- Concretemas. Fortaleza: Xisto Collona Editor, 1983;
- Poeróticos. Fortaleza: Nação Cariri, 1984;[12]
- Meus Eus. Fortaleza: EDUFC, 1995;
- Trivia. Fortaleza: EDUFC, 1996;[13]
- Dicas para um jovem poeta. Fortaleza: Poetaria, 1998;
- Poesia concreta no Ceará. Fortaleza: Poetaria, 2001;
- As plumas de João Cabral. Fortaleza: Poetaria, 2002;
- Circunstâncias. Fortaleza: Poetaria, 2003.

## Homenagens
- Recebeu, em 2003, a Medalha Barca Pellon, a maior comenda médica do Estado do Ceará,
- Recebeu, em 2006, diploma de Notório Saber pela UFC,
- Recebeu, em 2006, do Grupo Edson Queiroz o Troféu Sereia de Ouro,
- Recebeu, em 2014, diploma de Mérito Ético-Profissional pelo Conselho Regional de Medicina,
- Recebeu, em 2018, o título de Professor Emérito da UFC.[14]